# Signal (EP)
Signal ist das vierte Mini-Album der südkoreanischen Girlgroup Twice. Es erschien am 15. Mai 2017 als Download-Version zusammen mit der gleichnamigen Single. Die physische CD wurde am 16. Mai veröffentlicht.
Die Single Signal wurde von JYP Entertainment-Gründer Park Jin-young geschrieben, der auch die Produktion des Albums übernahm.
Album und Single stiegen auf Platz 1 in die jeweiligen Gaon Charts in Südkorea ein.

## Hintergrund
Am 18. April 2017 gab JYP Entertainment bekannt, dass Twice im Mai ein neues Album herausbringen würden. Ein exaktes Datum wurde noch nicht genannt. Gleichzeitig wurden Berichte dementiert nach denen die Gruppe das neue Album nur für zwei Wochen promoten würde, denn es stand bereits fest, dass Twice im Juni nach Japan gehen würden. In Japan sollte am 28. Juni das erste japanische Album #Twice erscheinen.
Am 1. Mai veröffentlichte JYP Entertainment ein erstes Teaser-Foto und das Veröffentlichungsdatum, den 15. Mai. An den folgenden Tagen wurden weitere Einzelheiten zum Album in Form von Bildern und kurzen Videos veröffentlicht.
Am 15. Mai wurde Signal zusammen mit der gleichnamigen Single veröffentlicht. Das Album enthält sechs Titel. Neben Park Jin-young, der die Single Signal geschrieben hat, waren auch die Twice-Mitglieder Jihyo und Chaeyoung an der Entstehung beteiligt. Von den beiden stammt der Text zum Lied Eye Eye Eyes. Der Text zu Only You stammt vom ehemaligen Wonder-Girls-Mitglied Ye-eun, die seit 2014 auch unter dem Namen Ha:tfelt als Solokünstlerin aktiv ist.

## Titelliste
| Nr.          | Titel                           | Text                      | Musik | Länge |
| ------------ | ------------------------------- | ------------------------- | --- | ----- |
| 1.           | Signal                          | J.Y. Park “The Asiansoul” | J.Y. Park “The Asiansoul”, Kairos                                                                                    | 3:17  |
| 2.           | Three Times a Day (하루에 세번) | Kim Won, Dia              | Kim Won, Dia | 3:11  |
| 3.           | Only You (Only 너)              | Ha:tfelt (Ye-eun)         | David Anthony Eames, Debbie-Jane Blackwell, 72                                                                       | 3:39  |
| 4.           | Hold Me Tight                   | Jowul                     | Jowul, Scott Granger, Brian Judah, Johnny Marnell, Roahn Hylton                                                      | 3:19  |
| 5.           | Eye Eye Eyes                    | Jihyo, Chaeyoung          | Lise Kristin Kvenseth, Erlend Elvesveen, Jo Sverre Sande, Tone Ravna Bjørnstad, Rune Helmersen, Elizaveta Vassilieva | 2:56  |
| 6.           | Someone Like Me                 | Park Won                  | Ronny Vidar Svendsen, Anne Judith Stokke Wik, Nermin Harambašić, Moa Anna Maria Carlebecker                          | 3:25  |
| Gesamtlänge: | Gesamtlänge:                    | Gesamtlänge:              | Gesamtlänge: | 19:47 |

## Chartplatzierungen
Signal stieg in Südkorea auf Platz 1 in die Gaon Digital Charts ein und war damit das dritte Album der Gruppe in Folge, dass die Spitzenposition in Südkorea erreichen konnte. In den Gaon Jahrescharts 2017 konnte Signal mit 285.294 verkauften Einheiten Platz 14 belegen.
Auch international konnte Signal überzeugen. In Taiwan konnte das Album ebenfalls Platz 1 erreichen. Außerdem wurden Chartplatzierungen in Japan und in den amerikanischen Billboard Charts notiert (siehe Tabelle).
| ChartsChartplatzierungen | Höchstplatzierung | Wochen |
| ------------------------ | ----------------- | ------ |
| Japan (Oricon)           | 11 (5 Wo.)        | 5      |
| Südkorea (KMCA)          | 1 (135 Wo.)       | 135    |

| ChartsJahrescharts (2017) | Platzierung |
| ------------------------- | ----------- |
| Südkorea (KMCA)           | 14          |

| ChartsJahrescharts (2018) | Platzierung |
| ------------------------- | ----------- |
| Südkorea (KMCA)           | 95          |